# 2011-es Grand Prix Cycliste de Québec
A 2011-es Grand Prix Cycliste de Québec a 2010 óta megkezdett sorozatban a 2. kerékpárveseny volt, melyet 2011. szeptember 9-én rendeztek meg. A verseny része a 2011-es UCI World Tour-nak. Elsőként Philippe Gilbert haladt át a célvonalon, őt követte Robert Gesink és Rigoberto Uran.

## Csapatok
A 18 World Tour csapaton kívül 3 csapat kapott szabadkártyát, így alakult ki a 21 csapatos mezőny.
ProTour csapatok:
 AG2R La Mondiale ·   Astana ·   Movistar ·   Euskaltel–Euskadi ·   Garmin–Cervelo ·   Lampre–ISD ·   Liquigas–Cannondale ·   Omega Pharma–Lotto ·   Quick Step ·   Rabobank ·   HTC-Highroad ·   Katyusa ·   BMC Racing Team ·   Saxo Bank SunGard ·   Sky Procycling ·  Team Leopard-Trek ·  Team RadioShack ·  Vacansoleil
Profi kontinentális csapatok:
 Cofidis ·   FDJ ·   SpiderTech-C10 ·   Team Europcar

## Végeredmény
|    | Versenyző              | Csapat              | Idő                 |
| -- | ---------------------- | ------------------- | ------------------- |
| 1  | Philippe Gilbert (BEL) | Omega Pharma-Lotto  | 5:03:08             |
| 2  | Robert Gesink (NED)    | Rabobank            | 5:03:08 (+00:00:00) |
| 3  | Rigoberto Uran (COL)   | Sky Procycling      | 5:03:17 (+00:00:09) |
| 4  | Fabian Wegmann (GER)   | Team Leopard-Trek   | 5:03:22 (+00:00:14) |
| 5  | Levi Leipheimer (USA)  | Team RadioShack     | 5:03:23 (+00:00:15) |
| 6  | Björn Leukemans (BEL)  | Vacansoleil         | 5:03:31 (+00:00:23) |
| 7  | Simone Ponzi (ITA)     | Liquigas-Cannondale | 5:03:31 (+00:00:23) |
| 8  | Marco Marcato (ITA)    | Vacansoleil         | 5:03:33 (+00:00:25) |
| 9  | Gerald Ciolek (GER)    | Quick Step          | 5:03:38 (+00:00:30) |
| 10 | Simon Clarke (AUS)     | Astana              | 5:03:55 (+00:00:47) |

## Külső hivatkozások
- Hivatalos honlap